# Best Fiends
Best Fiends — free-to-play-игра жанра «три в ряд» для операционных систем iOS и Android и связанная с ней одноимённая медиафраншиза.

## Сюжет
Все крошечные обитатели страны Миниатюрии — букашки — жили вместе в мире и гармонии. Но однажды в Гром-Гору ударил метеорит, и некая сила превратила живущих там слизней в агрессивных зверей, пожирающих зелень и похищающих букашек и их родственников. Темпер, оставшийся единственным, кто пережил нападение, отправляется в путешествие к Гром-Горе, чтобы спасти друзей и остановить вторжение слизней.

## История
Игра Best Fiends была выпущена в 2014 году исключительно на устройствах iOS финской игровой стартап-студией Seriously, основанной за год до того несколькими бывшими сотрудниками Rovio Entertainment. Целью компании стала попытка создать бренд, который в итоге смог бы повторить успех Rovio с франшизой Angry Birds. В рамках своей стратегии Seriously нанял композитора Эйтора Перейру для написания внутриигровой музыки, запустил канал на YouTube, на котором размещал короткие анимационные видеоролики об историях букашек, а также заключил соглашение с популярным летсплеером PewDiePie на обзор и прохождение игры в одном из его влогов на YouTube. Анимационные видео были спродюсированы студией Reel FX и озвучены актёром Марком Хэмиллом. В течение двух недель после запуска игра была скачана 1,5 миллиона раз.
Best Fiends стала первой в игровой серии под одноимённой франшизой. Вторая игра — Best Fiends Forever — была выпущена в октябре 2016 года, третья — Best Fiends Slugs — в декабре 2017 года, четвёртая — Best Fiends Stars — в 2018 году.
В августе 2019 года количество скачиваний Best Fiends превзошло отметку в 100 миллионов.